# Briou (Antenne)
Der Briou ist ein Fluss in Frankreich, der im Département Charente-Maritime in der Region Nouvelle-Aquitaine verläuft. Er entspringt im Gemeindegebiet von Bresdon, entwässert generell in südwestlicher Richtung und mündet nach rund 25 Kilometern an der Gemeindegrenze von Prignac und Mons als linker Nebenfluss in die Antenne.

## Orte am Fluss
(in Fließreihenfolge)
- Bresdon
- Saint-Ouen-la-Thène
- Massac
- Haimps
- Thors
- Mons